# Penrith F.C.
Penrith F.C. là một câu lạc bộ bóng đá đến từ Penrith, Anh. Hiện tại đội bóng đang thi đấu ở Northern Football League Division One.

## Lịch sử
Đội bóng được thành lập năm 1894. Ban đầu họ gia nhập North Eastern League mùa giải 1907–08, và hiện tại là thành viên của Northern League Division One.
Câu lạc bộ gia nhập Northern League năm 1947, thi đấu 35 ở đây cho đến khi chuyển sang North West Counties League năm 1982. Năm mùa giải ở giải đấu này (bao gồm cả về đích ở vị trí thứ 2 trong mùa đầu tiên) cho thấy họ có vị trí sẵn sàng trên Northern Premier League khi giải đấu mở rộng thêm hạng đấu thứ hai năm 1987.
Việc di chuyển lên NPL không chứng tỏ thành công, và năm 1990 họ lại xuống chơi ở North West Counties League, thi đấu trong 7 mùa giải trước khi trở lại Northern League một lần nữa sau 15 năm vắng mặt.
Mùa giải 1981–82, đội bóng thiết lập thành tích tốt nhất ở FA Cup, vào đến Vòng 2 sau khi đánh bại đội bóng ở Football League là Chester City ở Vòng 1.
Năm 2007, đội bóng đổi tên thành Penrith Town, nhưng sau đó một năm sự hợp nhất với đội bóng ở Northern Football Alliance Penrith United chứng kiến tên cũ được dùng cho đội bóng mới hợp nhất.

## Danh hiệu
- Northern League Division One[2]
  - Á quân 1961–62
- Northern League Division Two
  - Vô địch 2002–03
- North West Counties League Premier Division
  - Á quân 1983–84

## Kỉ lục
- FA Cup[2]
  - Vòng 2 1981–82
- FA Trophy
  - Vòng 1 1980–81, 1982–83
- FA Vase
  - Vòng 3 1991–92, 1993–94, 2008–09, 2009–10